# Oskar Zawisza
Oskar Zawisza (23. listopadu 1878, Jablunkov – 18. ledna 1933, Těrlicko) byl kněz římskokatolické církve polské národnosti, skladatel a aktivista v oblasti vzdělávání. Působil na přelomu 19. a 20. století na území Těšínska.

## Život a působení
Oskar Zawisza se narodil v Jablunkově jako syn učitele. Vystudoval německé gymnázium v Bílsku. Při studiích vstoupil do tajné organizace Jedność (Jednota), která se zaměřovala na vzdělávání v oblasti polské historie a reálií. Po maturitě studoval v olomouckém kněžském semináři a následně ve vidnavském kněžském semináři. Byl žákem českého skladatele Josefa Nešvera. Na kněze byl vysvěcen 23. července 1902 a poslán jako novokněz do farnosti Petrovice u Karviné (1902). Poté působil ve farnostech Bludovice, Dolní Lutyně a Strumeň. Během působení ve Strumeni se aktivně zabýval lidovou slovesností a sepsal knihu Dějiny Strumeně. V roce 1909 se přesunul do Těšína, kde pokračoval ve svém kulturním působení a aktivně přispíval do časopisů zaměřených na Těšínsko a polskou lidovou kulturu (např. Gwiazdka Cieszyńska a Zaranie Śląskie).
1. července 1911 se stal farářem v Těrlicku. Během svého působení ve farnosti podporoval charitativní činnost a podporoval vzdělávání chudobných. Rozvíjel také svou kulturně-historickou činnost, napsal knihy Dějiny Těrlicka a Dějiny Karviné. V roce 1920 založil sirotčinec pro polské děti. V Těrlicku založil ochotnické divadlo a orchestr. V roce 1932 pronesl řeč na pohřbu polských pilotů Franciszka Żwirki a Stanisława Wigury , kteří tragicky zemřeli při havárii jejich letadla v Těrlicku.
Poslední mši svatou odsloužil na svátek sv. Barbory dne 4. prosince 1932, avšak již těžce nemocný. Zemřel 18. ledna 1933, pochován byl za hojné účasti o tři dny později.
Zawisza přispíval do časopisů Gwiazdka Cieszyńska a Zaranie Śląskie, zabýval se také historickým a etnografickým výzkumem a je autorem několika knih.

## Dílo
- Dzieje Strumienia (Dějiny Strumeně)
- Dzieje Karwiny (Dějiny Karviné)
- Ogólna historya Cierlicka (Dějiny Těrlicka)
- Śpiewnik góralski (Goralský zpěvník)
- Czarna Księżna, pani z Kościelca (Černá kněžna, paní z Kostelce)[1]
- Havířský zpěvník (5 oddílů písně náboženské, vlastenecké, havířské, smuteční a havířské zdravice)[1]
- Opera Dożynki (Dožínky)
- Święta Barbara, patronka górników (Svatá Barbora, patronka havířů) - melodramat[1]
- Opera Czarne diamenty (Černé diamanty)
- Symfonická báseň Znad brzegów Olzy (Od břehů Olše)
- Symfonie Z niwy śląskiej (Ze slezské nivy)

Příspěvky v časopise Zaranie Śląskie 
- Kolonizace Těšínského knížectví (v polském originále: Kolonizacja w Księstwie Cieszyńskim[3]) (1908/1909, sešit 3 a 4)
- Nejstarší obyvatelé Těšínského knížectví (v polském originále: O najstarszych mieszkańcach Księstwa Cieszyńskiego[3]) (1910, sešit 3/4)
- Příspěvky k dějinám slezské kultury (1911/1912, sešit 1)
- Průchod vojsk krále Jana III. Sobieského Těšínskem (1933, sešit 3)